# مونوريل القاهرة
مونوريل القاهرة الكبرى هو عبارة عن خطين لقطار كهربائي أحادي الخط لنقل الأفراد قيد الإنشاء في القاهرة الكبرى في مصر. أحد الخطين هو خط مونوريل شرق النيل (مونوريل العاصمة الإدارية) والآخر خط مونوريل غرب النيل (مونوريل السادس من أكتوبر).
يعتبر مشروع المونوريل أحد عناصر منظومة النقل النظيف باستخدام الطاقة الكهربائية في مصر والتي تتكون من (ترام الإسكندرية، مترو الإسكندرية، مترو القاهرة، المونوريل، القطار الكهربائي الخفيف، القطار الكهربائي السريع، الأتوبيس الترددي)

## الشركة المشغلة
عُقد بين الهيئة القومية للأنفاق وشركة بومباردييه للنقل وتحالف شركتي أوراسكوم والمقاولون العرب، لإنشاء وصيانة مشروع مونوريل العاصمة الإدارية الجديدة ومدينة 6 أكتوبر، وذلك بإجمالي طول 96 كم، حيث يتضمن العقد تنفيذ وتشغيل وصيانة خطوط المونوريل.

## تمويل مشروع الإنشاء

### جهات التمويل الدولية
- الهيئة البريطانية لتمويل الصادرات.

### اتفاقيات التمويل
- قرار رئيس الجمهورية رقم 642 لسنة 2020 في شأن الموافقة على اتفاقية تسهيل قرض لأجل بين الهيئة القومية للأنفاق (بصفتها الـمقترض) وجي بي مورجان يوروب ليمتد (بصفته وكيل التسهيلات) وبنك جي بي مورجان تشيس ان ايه فرع لندن (بصفته المنظم الرئيسي المفوض الأولي) ومؤسسات مالية أخرى محددة (بصفتهم المقرضون الأصليون) بمبلغ 1,885,630,553.20 يورو.[3]

## الخطوط

### خط مونوريل شرق النيل
مونوريل شرق النيل أو مونوريل العاصمة الإدارية يبدأ من محطة الاستاد بمدينة نصر بالعاصمة القاهرة وحتى محطة مدينة العدالة بالعاصمة الإدارية الجديدة بطول 56.5 كم، في رحلة ستستغرق 60 دقيقة، من المتوقع أن يعمل على الخط 40 قطارًا. ينفذه تحالف شركات (ألستوم – أوراسكوم – المقاولون العرب).

يشتمل على 22 محطة ركاب هي:
1. الاستاد «محطة ربط مع الخط الثالث لمترو الأنفاق».
2. هشام بركات.
3. نوري خطاب.
4. الحي السابع.
5. المنطقة الحرة.
6. المشير طنطاوي.
7. كايرو فيستيفال.
8. الشويفات.
9. المستشفى الجوي.
10. حي النرجس.
11. محمد نجيب
12. الجامعة الأمريكية.
13. إعمار.
14. ميدان النافورة.
15. البروة.
16. الدائري الأوسط.
17. محمد بن زايد.
18. الدائري الإقليمي.
19. العاصمة الإدارية : فندق الماسة «مدينة الفنون والثقافة، هي محطة ربط مع القطار الكهربائي الخفيف».
20. العاصمة الإدارية: الحي الحكومي.
21. العاصمة الإدارية: حي السفارات.
22. العاصمة الإدارية: مدينة العدالة.[7]

### خط مونوريل غرب النيل
مونوريل غرب النيل أو مونوريل السادس من أكتوبر يربط بين مدينة السادس من أكتوبر الجديدة ومدينة الجيزة، ويصل طوله إلى 42 كم، وستستغرق الرحلة حوالي 50 دقيقة. كان من المتوقع في الأصل افتتاحه في 2024، ولكن أجل إلى مايو 2025.
يشتمل الخط على 13 محطة ركاب هي:
1. أكتوبر الجديدة.
2. جامعة الأهرم الكندية.
3. السادات.
4. جهاز 6 أكتوبر.
5. نقابة المهندسين «محطة ربط مع القطار الكهربائي السريع».
6. مول مصر.
7. مدينة الشيخ زايد.
8. طريق القاهرة - الإسكندرية الصحراوي.
9. المنصورية.
10. المريوطية.
11. الطريق الدائري.
12. بشتيل «محطة ربط مع محطة سكك حديد بشتيل لقطارات الصعيد».
13. وادي النيل «محطة ربط مع الخط الثالث لمترو الأنفاق».[11]

## أنظر أيضاً
- النقل في مصر